# 萬聖夜
万圣夜（英語：Halloween，源自  “諸聖節前夕”），在每年的10月31日晚慶祝。
鬼怪守夜活動的誕生是由多種巧合促成，其中源自美洲原住民的祖靈祭祀，正好與歐洲教會的諸聖節撞期，文化交匯之下諸聖節走出了教會的範疇，成了近代墨西哥社會於11月初普遍祭祀死者的亡靈節。這樣的概念在美洲萌芽之後，到了18-19世紀，万圣夜又與英裔移民和當地原本的異教習俗融合，當晚小孩會穿上鬼怪妝服，戴上面具，挨家挨戶討要糖果。
隨著將日期統一確定到了10月底的晚上，萬聖夜逐漸在美國形成流行，至20世紀，又在該國影響力增強下而成為國際性節慶。隨著世俗化與娛樂化的潮流，如今許多地區的万圣节活动已不再強調神秘和恐怖氛围，而以搞怪和变装表演为主。位於明尼蘇達州的阿诺卡號稱是「世界萬聖之都」，每年都會舉行大型的巡遊慶祝。

## 起源
關於萬聖節的起源說法不一，萬聖節的日期是在十一月一日，但是大部分的人慶祝的是10月31日萬聖夜。萬聖夜與諸聖節不同，諸聖節是基督教的節日。萬聖夜則是世俗的節日。但無論說法如何，萬聖夜的各種習俗的融合與推廣，大概都跟美國的移民文化分不開的。
多數學者認同萬聖夜的習俗源于不列颠凯尔特人慶祝豐收的传统节日（可能為夏末节），凯尔特人相信10月的最后一天是夏天的终结，冬天的开始，是一年的重要标志、最重要的节日之一，称其为「死人之日」或“鬼节”。相傳这一天各种恶鬼出没，死去人们的灵魂也会离开阴间，在世间游走，拜訪親友，这天晚上也就格外危险。為了嚇走邪惡的鬼魂，凱爾特人會戴上面具在村中游走。如此一來，形成萬聖節活動的起源。古時愛爾蘭人認為十月三十一日及十一月一日間亡靈會回人間，故有習俗生者穿上奇裝異服，遊行驅鬼。當時歐洲大陸也有為亡者布施糖果的習慣，接受者則答應以「為亡者祈禱」回報。於是發展出孩子們到各家索取糖果的習慣。來自愛爾蘭和蘇格蘭的移民於19世紀將相關的習俗傳播到世界各地，例如美國、加拿大、澳大利亞、紐西蘭等地，其他國家則於20世紀末受美國文化影響而開始慶祝萬聖夜。
而基督宗教的諸聖節，源於早期的大公教会（天主教）因為聖徒數目很多，無法一一立日紀念，就立在同一個日子來追念他們。按历史文献，最早如此纪念的是安提约基雅（安提阿）教会，紀念日定為每年圣神降临后的第一个主日。后来教宗格里高利三世（690—741年）在罗马圣伯多禄大殿中，把一座小堂奉献给诸圣，并把纪念诸圣的日期改为每年的11月1日，目的是為了對抗當時已經開始流行的萬鬼節。教会在这个诸圣日（All Saints Day）中纪念所有圣徒，表彰他们的圣德，并使教徒视他们为效法的楷模。诸圣日的第二天为諸靈節（All Souls Day），是法国克呂尼修道院的院长圣奥迪罗（St. Odilo）於西元998年推广的，在當日纪念殉教的信徒，也是基督徒扫墓的日子；華人天主教會也稱之為「追思已亡節」，以彌撒聖祭及各種祈禱來幫助尚未到達天堂的祖先、親友的日子。据学者研究，这个现代墨西哥节日起源可以追溯到几百年土著纪念活动和一个阿兹台克人献给女神米克特卡西瓦特爾的节日。在巴西，亡灵节是公众假期，很多巴西人拜访墓地和教堂来庆祝这个节日。在西班牙，举行节日和游行，并在一天结束时，人们聚集在公墓为他们死去的亲人祈祷。

## 象徵與食物

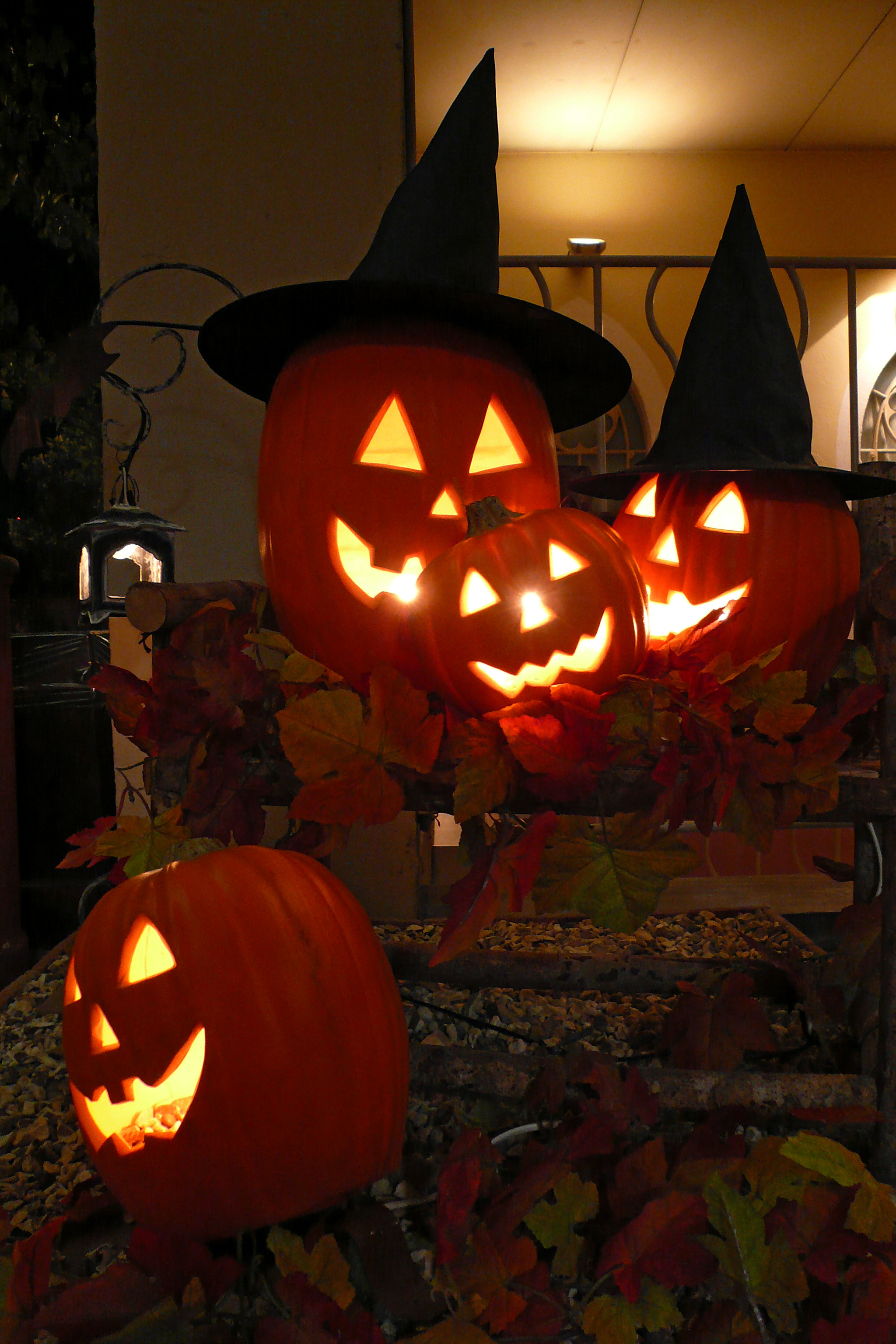
傑克南瓜燈刻上趣怪樣貌

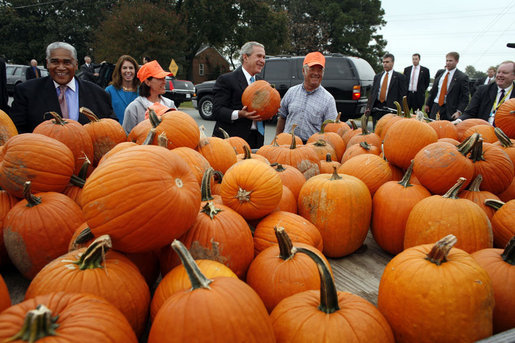
瓜身硕大是美国南瓜的特征。
圖為2006年10月中旬美國前總統布殊在維珍尼亞州列治文市一路邊攤挑選南瓜的情況。

### 象徵
萬聖夜的主題是鬼怪、嚇人，以及與死亡、魔法、怪物有關的事物。通常與萬聖夜扯上關係的事物有南瓜、鬼魂、食屍鬼、女巫、蝙蝠、黑貓、貓頭鷹、精靈、殭屍、骷髏和惡魔等，還有虛構人物如吸血鬼和科學怪人。而黑色和橙色是萬聖夜的傳統顏色。現代萬聖夜的產品也大量使用紫色、綠色和紅色。秋天的元素如南瓜和稻草人等，也成為萬聖節的象徵。
傑克燈籠（英語：Jack-o'-lantern）是萬聖夜最廣為人知的象徵物。在英國和愛爾蘭，當地人在挖空的蕪菁或甜菜根中燃點蠟燭製成傑克燈。後來移民到美國的人，將本來用於慶祝豐收的雕刻南瓜，改為傑克南瓜燈，因為南瓜比較大而且容易在上面雕刻圖案。不少家庭在南瓜上鑿刻嚇人的面容，並放在大門口的階梯上，意在驅走惡魔與妖怪。

### 食物

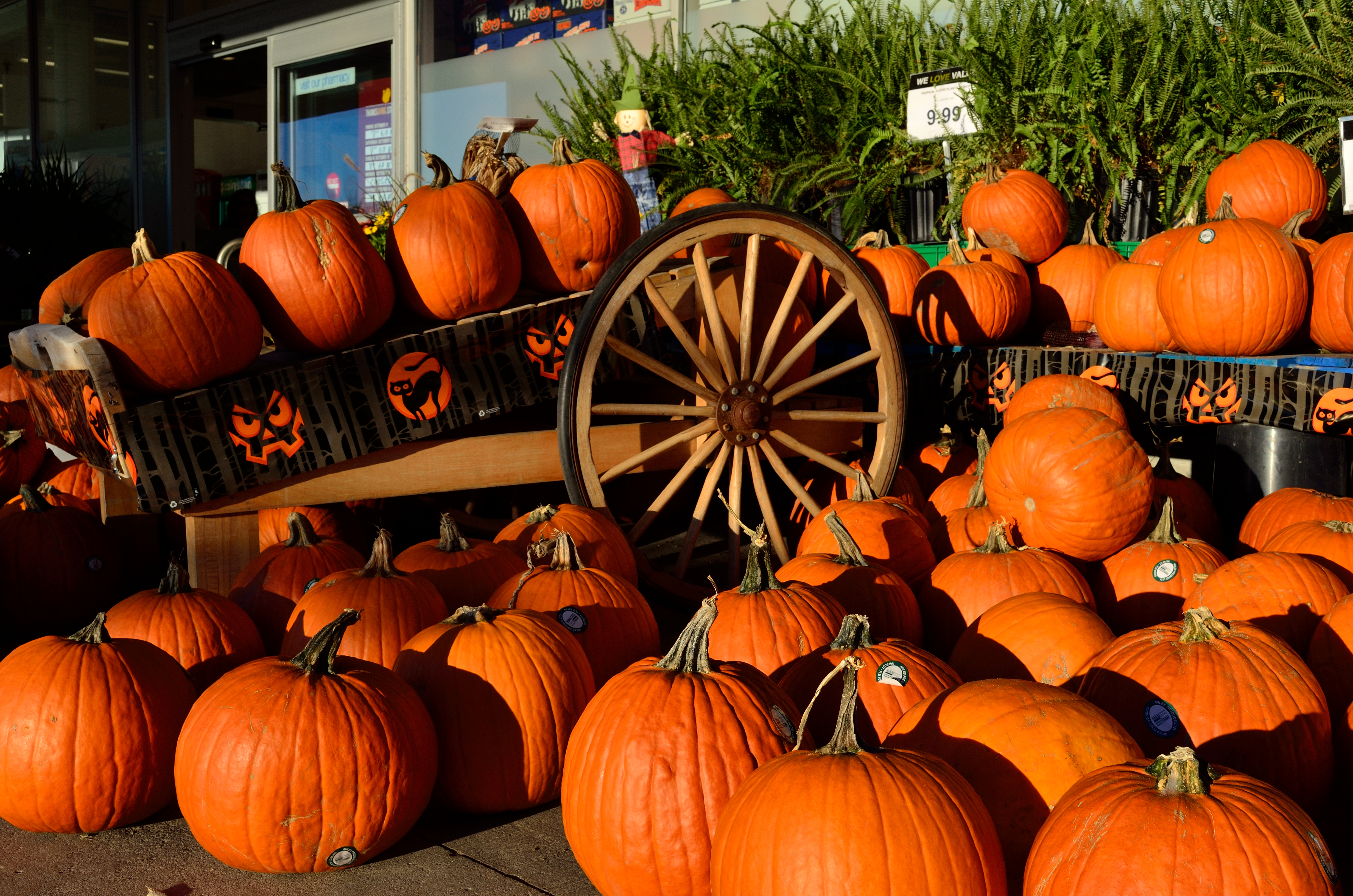
萬聖節期間販售的南瓜

在萬聖節前夕，許多西方基督教派會鼓勵人們戒食肉類，因此萬聖節的美食多爲素食。

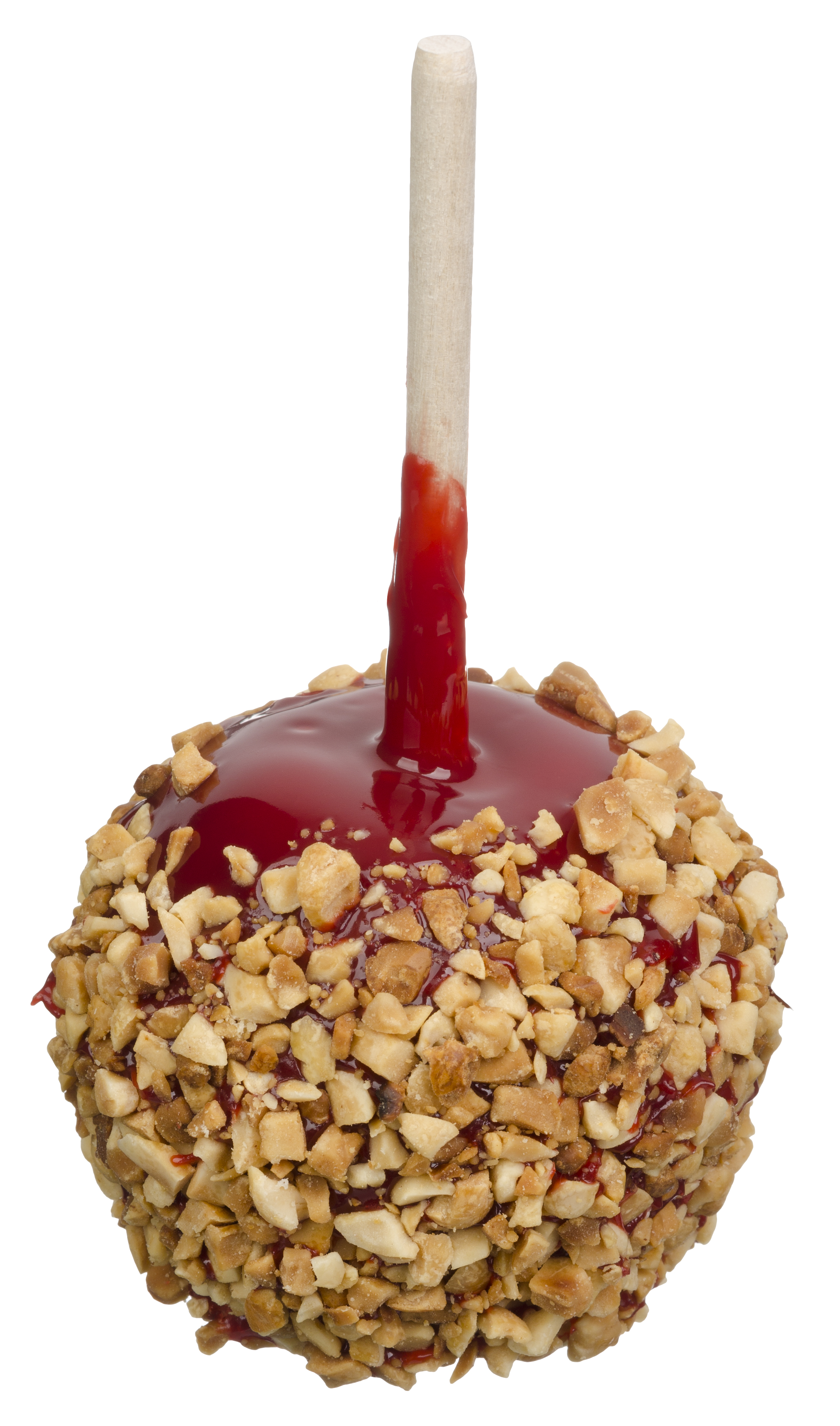
糖苹果

由於萬聖夜鄰近北半球的蘋果豐收期，糖苹果（toffee apples，在北美以外稱爲「太妃蘋果」）成為應節食品。製法是把蘋果插上竹籤，然後手持竹籤把蘋果放在太妃糖漿中轉動，有時會再粘上果仁。
從前，各家各戶會準備太妃糖蘋果送給小孩，但當美國有傳聞稱有人把大頭針和刀片放入蘋果中，送太妃糖蘋果的習慣便逐漸消失。雖然大部分個案只是惡作劇，即使是在真實個案中，小孩也僅受輕傷。但由於大眾媒體的渲染，不少家長仍然以為在蘋果中放刀片是十分普遍的。在這場恐慌達到頂峰時，一些醫院甚至提供免費的X光檢查，以檢查孩子的萬聖節糖果是否被動手脚。事實上，已知的少數幾起糖果中毒事件幾乎都是父母用糖果毒害自己孩子。
在現代的愛爾蘭，一個延續至今的習俗是烘焙（如今更多是購買）一種叫巴姆布瑞克的蛋糕。這是一種輕質水果蛋糕，烘焙前會在蛋糕裡放入一個戒指、一枚硬幣及其他吉祥物。據說找到這些物品的幸運兒會得到好運，傳言中找到戒指的人將在來年找到真愛。這與主顯節的國王餅傳統相似。許多公司也會在萬聖節前夕推出萬聖節主題的食品，例如吉百利推出「鬼頭」巧克力，包裝具有恐怖風格。

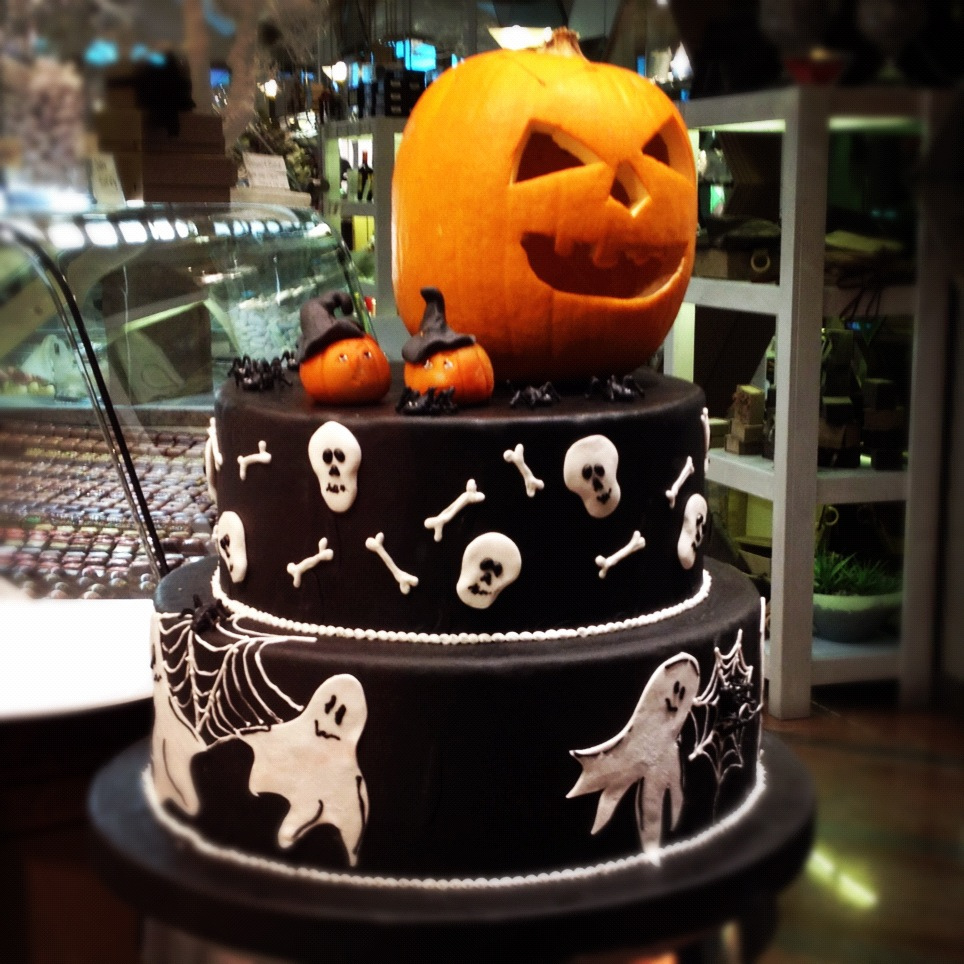
萬聖節蛋糕，有鬼魂、蜘蛛網、頭骨、長骨以及蜘蛛的圖案作爲裝飾。蛋糕上面放著一個南瓜燈

人們通常會將蛋糕等食物凃成萬聖節的主題色（通常是黑色、橙色和紫色），並添加各種圖案，以用於聚會和活動。常見的主題包括南瓜、蜘蛛和人體部位。
其他特色食品還有：
- 糖蘋果/太妃蘋果（英國和愛爾蘭）
- 糖苹果、粟米糖、南瓜糖（北美）
- 猴子堅果（Monkey nuts，即帶殼花生）（愛爾蘭和蘇格蘭）
- 焦糖蘋果（英语：Caramel apple）
- 焦糖玉米（英语：Caramel corn）
- 捲心菜土豆泥（英语：Colcannon）（愛爾蘭）
- 糖果/巧克力，通常有骷髏、南瓜、蝙蝠等造型
- 熱蘋果酒
- 烘南瓜籽
- 烤甜玉米（英语：sweet corn）
- 靈魂蛋糕（英语：Soul cake）
- 南瓜派

## 萬聖夜活動

### 不給糖就搗蛋
「不给糖就搗蛋」是萬聖夜的主要活動之一，流行於英國、美國、加拿大等地区。小孩裝扮成各種鬼怪，逐門逐户按響鄰居的門鈴，大叫（意即「不請客的話就搗蛋！」），主人家（可能同樣穿著恐怖服裝）便會拿出一些糖果、巧克力或是小禮物，有些人更會給些許零錢。部分家庭甚至使用聲音特效和製煙機器營造恐怖氣氛。小孩一晚取得的糖果往往數以袋計，整袋整袋地搬回家。
在蘇格蘭，小孩要糖果時會說：（“天是藍色，草是綠色，齊來慶祝萬聖節前夜。”），然後以唱歌跳舞等表演來博得糖果。
傳統的萬聖夜装飾包括殭屍、鬼魂、女巫、惡魔等。典型的服飾是蓋着一塊剪了兩個眼孔的白床單來扮鬼。
在19世紀的蘇格蘭和愛爾蘭，當時的人認為萬聖夜鬼魂會來到人間，故會打扮得與鬼魂一樣，讓鬼魂把自己當成同類。近年，萬聖節前夜的裝扮已不限於恐怖，而可以作更加多元的變裝打扮，如扮成影視明星或公眾人物，例如2004年美國總統選舉期間，乔治·布什和约翰·克里成為美國流行的萬聖夜打扮。而2001年九一一襲擊事件後，消防員、警察等成為小孩的扮演對象。據估計，2004年有大約215萬個美國小孩裝扮成蜘蛛人，是當年最受歡迎的打扮。
研究機構BIGresearch曾為美國全國零售聯盟進行調查，發現53.3%的顧客為2005年萬聖夜購物，平均消費額38.11美元，以此推算，美國消費者2005年為萬聖夜支出的金額高達33億美元。

### 其他活動
此外，還有一些和萬聖節派對有關的遊戲。其中最常見的就是「咬蘋果」（apple bobbing），在遊戲中，蘋果漂浮在一個裝滿水的大盆子或是木桶的水面上，參加者設法用牙齒咬起漂浮在水上的蘋果，這個習俗被認為是由古羅馬讚頌女神波莫娜（古羅馬象徵豐收的女神）的慶典演變而來。
愛爾蘭，有一種傳統占卜遊戲，參加者矇着眼，從放着幾個小碟的桌上選出其中一隻，如摸到的碟盛有泥土，代表來年會有與參加者有關的人過世，如盛有水代表將會遠行，盛有錢幣代表會發財，盛有豆代表會窮困，等等。在19世紀的愛爾蘭，少女會在灑有麵粉的碟上放蛞蝓，而蛞蝓爬行的痕跡會是少女將來丈夫的模樣。在北美，傳說如果未婚女子在萬聖夜坐在黑暗的房間中，便可以在鏡中看見未來丈夫的樣貌。不過，如果她們將於結婚前死去，鏡中便會出現一個骷髏頭。這個習俗於19世紀後期相當流行，也有相關的賀卡售賣。
說鬼故事及看恐怖片也是萬聖夜派對中常見的活動。以萬聖夜為主題的電視特輯通常在萬聖夜假期當天或之前播放，對象多數是兒童。

## 文化历史

### 凱爾特人的薩溫節
在古凱爾特人的信仰裡，新的一年於11月1日開始，或稱薩溫節（Samhain）。正如比較短的白天象徵新一年的開始，日落亦象徵新一天的開始；所以每年收割的節慶於10月31日晚上開始。不列顛群島的德魯伊教徒會燃點農作物作為祭品，而當他們圍著火堆跳舞時，太陽季節便會完結而薩溫節隨即開始。凱爾特人相信死神在10月31日的晚上會和鬼魂一起重返人間，尋找替身。因此他們燃點火炬，焚燒動物以作為死神的獻禮。還會用動物的頭或皮毛做成的服飾打扮自己，發出古怪的聲音，使死神認不出自己，避過災難。這就是今天萬聖節化妝舞會的由來。過了當晚，鬼魂回到陰間，一切回復平靜。
11月1日早上，德魯伊把火堆中仍在燃烧的炭烬分给每一家，用来点燃新的厨房火焰。这些火焰用来让家里保持温暖，并赶走恶灵。因为此时被认为是一年中连接阴阳世界的无形之门开启，兩個世界互相通聯的时刻。
篝火是节日裡的重要节目。村民们把宰牲的牛骨扔到火堆上；据传“篝火”（bonfire）一词源自“骨头火堆”（－）。篝火燃起之后，村民们把其余的灯火全部熄灭。然后每个家庭用同一个火种庄严地点燃自家壁炉，以此作为全村人紧密团结的标志。至今在爱尔兰，仍然有数百处篝火在万圣夜当晚点燃。
新异教徒仍然在万圣夜举行薩溫節的太陽慶典，以及其它传统节日活动。

### 挪威圣灵节（Elven Blót）
在古老传说（挪威宗教）以及如今的恢复传统研究（Ásatrú）中提到，万圣夜当天曾是一个祭献的节日blót，宰杀牲口祭献精灵，供奉食物祈神赐福。
挪威國王奥拉夫二世的宮廷詩人席格瓦特·索爾達松（Sigvatr Þorðarson）在1020年左右創作的一首诗作《东方旅行诗》（Austrfaravísur）有此记录。索爾達松作为一个基督徒，曾拒绝在瑞典的一家异教徒那里因为那儿正在举行“精灵祭献”（álfablót）。但是，有关精灵祭献的内容我们无法获得更多可靠的资料。不过，像其他献祭仪式（blót）一样，有供奉食物这个环节，后来斯堪的纳维亚人也保留了以牲口祭献精灵传统。从献祭的日子靠近秋分来看，又因为精灵和生育以及祖先有联系，我们可以猜测这些祭礼实质是在祭奠祖先，同时祈求人丁兴旺。

### 传统
自17世纪起，庆祝万圣夜的传统在英格兰南部逐渐消失，代之以在11月5日举行的火药阴谋纪念会。不过在苏格兰、爱尔兰和英格兰北部万圣夜依然盛行。直到最近十年，南英格兰人才重新开始庆祝万圣夜，只是方式完全美式了。
传统的庆祝仪式在爱尔兰几乎被完全保留。在那里10月份的最后一个星期一是公众假日，所有学校停课，准备在接下来的一个星期举行期中考试。这个假日通常叫做万圣节假期。爱尔兰是在万圣夜给学生们放假的唯一一个国家，所以可以自由地庆祝，保留了古老相传的传统。

## 宗教觀點
由於現代的商業化，大部分人不認為或不知道萬聖夜的宗教意義，如同許多非基督徒去慶祝聖誕節一樣，由於文化不同因此不需要明白其中的意思，只把這節日當作是普通的「節慶」看待。
而作為文化發源地的西方國家，基督宗教对此议题并不完全一致。有些基督宗教團體認為，萬聖夜是一個歡慶死亡並榮耀魔鬼與邪靈的日子，因此天主教會、新教等对于教徒慶祝萬鬼節活動持不鼓励或者反对态度。近年也有一些福音派機構（如影音使團）也認為萬聖夜根本沒關心節日原本的慶祝目的，還間接歡迎了魔鬼，故不建議人參與任何萬聖節活動。有些團體在萬聖夜當晚另外舉行「期待耶穌節」（Jesusween，取名於「耶稣」Jesus及「期待」的古英語字Ween），使信徒得以在萬聖夜當晚可以參與另類活動；又鼓勵信徒在小朋友前來索取糖果時，給他們送贈聖經或十字架等其他基督宗教禮品。